# Joseph Joubert (Moralist)

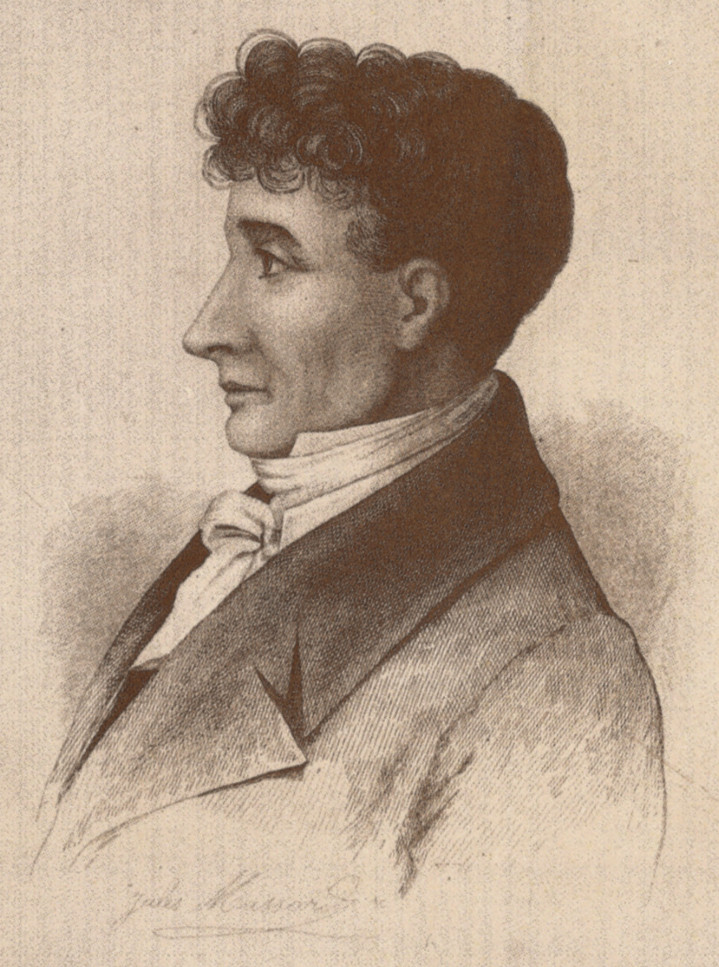
Joseph Joubert

Joseph Joubert (* 7. Mai 1754 in Montignac, Périgord; † 4. Mai 1824 in Paris) war ein französischer Moralist und Essayist.

## Leben
Joubert war der Sohn eines Chirurgen. Er besuchte seit seinem 14. Lebensjahr ein religiöses Kolleg in Toulouse, wo er später bis 1776 auch selbst lehrte. Er studierte in Toulouse die Rechtswissenschaft, dann Altertumswissenschaften. 1778 ging er nach Paris, wo er unter anderem Jean Baptiste le Rond d’Alembert und Denis Diderot kennenlernte und später mit dem jungen Schriftsteller und Diplomaten François-René de Chateaubriand Freundschaft schloss.
Er lebte abwechselnd bei seinen Freunden in Paris und zurückgezogen auf dem Land in Villeneuve-sur-Yonne. Joubert veröffentlichte zeit seines Lebens nie etwas, schrieb aber sehr viele Briefe und notierte auf Zetteln und in kleinen Heften Gedanken über das Wesen des Menschen, die Literatur und andere Themen; in prägnanter, oft aphoristischer Form. Nach seinem Tod vertraute seine Witwe diese Notizen Chateaubriand an, der 1838 eine Auswahl unter dem Titel Recueil des pensées de M. Joubert (Gesammelte Gedanken des Herrn Joubert) herausgab. Vollständigere Ausgaben folgten: Pensées, essais et maximes, in Französisch herausgegeben 1842, deutsch von Franz Pocci 1851 in München. Auch seine Korrespondenz wurde publiziert.
Jouberts Werke sind vielfach übersetzt worden, ins Englische unter anderem von Paul Auster. In Enrique Vila-Matas’ Roman Bartleby & Co. sprechen die Figuren über Joubert als Beispiel eines Schriftstellers ohne Werk.

## Werke auf Deutsch
- Joseph Joubert: Gedankenspiele. Schriften und Briefe. Aus dem Französischen von Markus Jakob. Herausgegeben und mit einem Nachwort von Stefan Ripplinger. Matthes & Seitz, Berlin 2024, ISBN 978-3-95757-522-7
- Joseph Joubert: Alles muss seinen Himmel haben. Aus den Notizen. Auswahl, Übersetzung und Vorwort von Martin Zingg, Nachwort von Paul Auster. Jung und Jung, Salzburg 2018, ISBN 978-3-99027-217-6.
- Fritz Schalk (Hg. und Übers.): Die französischen Moralisten, Bd. 2: Galiani, Rivarol, Joubert, Jouffroy. dtv, München 1984, ISBN 3-423-06027-1